# Gola (jezik)
Gola jezik (ISO 639-3: gol; gula), nigersko-kongoanski jezik iz Liberije i Sijera Leone, kojim govori peko 107 000 ljudi; 99 300 u Liberiji (Vanderaa 1991) između rijeka Mano i St. Paul, i 8 000 u Sijera Leone (1989 TISLL).
Različit je od jezika gola ili Badyara [pbp] i mumuye [mzm] dijalekta gola iz Nigerije. Ima nekoliko dijalekata: de (deng, todii), managobla (gobla), kongbaa, kpo, senje (sene), tee (tege) i toldil (toodii).

## Vanjske poveznice
- Ethnologue (14th)
- Ethnologue (15th)